# Daniel Oduber Quirós
Porfirio Ricardo José Luis Daniel Oduber Quirós (San José, 25 de agosto de 1921 - Escazú, 13 de octubre de 1991), conocido simplemente como Daniel Oduber, fue un político costarricense, 37.º presidente de la República de  Costa Rica de 1974 a 1978, abogado, filósofo, poeta  y ensayista. Convencido socialdemócrata, Oduber procuró aplicar las ideas del socialismo democrático que había aprendido en Europa y estuvo muy vinculado a la Internacional Socialista de la cual fue vicepresidente.

## Vida y familia
Fue hijo de Porfirio Oduber Soto y Ana María Quirós y Quirós. Contrajo matrimonio el 13 de mayo de 1950, en París, Francia, con Marjorie Elliott Sypher. Tuvo dos hijos, Luis Adrián y Ana María Oduber Elliott.
Por su línea paterna tenía ascendencia francesa, proveniente más tarde de los Países Bajos en el siglo XVII, para luego, a lo largo de varios siglos pasar a Curazao y Aruba, y en el siglo XIX a Venezuela. El linaje terminó llegando a Costa Rica, cuando el abuelo de Daniel, Francisco Esteban Oduber Eckmeyer, quien había estudiado filosofía en la Universidad de Berlín, Alemania y Química en la Universidad de Gotinga, Alemania migró al país en el siglo XIX. Asimismo, estaba emparentado por línea colateral, con Bernardo Soto Alfaro, Presidente de Costa Rica (1885-1886 y 1886-1890), hermano de su abuela paterna Eloisa Soto Alfaro.
Por su línea materna, descendía de los linajes Quirós de Costa Rica, siendo primo hermano del Dr. Carlos Rodríguez Quirós, IV Arzobispo de San José, Costa Rica y primo segundo de José Joaquín Trejos, Presidente de Costa Rica (1966-1970) y pariente de los expresidentes de Costa Rica, general Juan Bautista Quirós (1919), y de Rafael Calderón Guardia (1940-1944) y nieto materno de Justo Quirós Montero quien era un rico exportador de café, dueño de vastas fincas en las inmediaciones de San Juan de Tibás, socio y director del Banco Anglo Costarricense y bisnieto materno del general Pedro Quirós Jiménez (1820-1881), primer designado de la presidencia de Costa Rica del 19 de octubre de 1877 al 27 de abril de 1881, y quinto designado a la presidencia de Costa Rica del 23 de abril de 1881 al 10 de agosto de 1882.

## Estudios y carrera profesional
En 1926 fue inscrito en el kindergarten de la iglesia de la Dolorosa en la ciudad de San José. Entre 1928-1933 cursó estudios de educación primaria en la Escuela Buenaventura Corrales.
En 1934 ingresó al Colegio Seminario donde permaneció hasta 1937. En 1938 cursó el último año de secundaria en el Liceo de Costa Rica, donde se graduó de Bachiller en 1938. Un año después obtuvo el diploma de "Tenedor de Libros" en la Escuela de Comercio Manuel Aragón. Se licenció en Leyes y Notario de la Facultad de Derecho, de la Universidad de Costa Rica en 1945. En 1948 efectuó estudios de Filosofía y obtuvo el grado de Master of Arts en la McGill University, Montreal, Canadá. Durante los años 1950 a 1952 asistió a la Universidad de la Sorbona, París, Francia, donde realizó estudios especializados de Derecho y Filosofía (doctorado en filosofía que no terminó por involucrarse en la política de los años cuarenta).
En sus horas libres lee a Unamuno, Ortega y Gasset, Romain Rolland, Harold Laski, John Strachey, Aldous Huxley, Stefan Zweig, Roosevelt, Lippmann, Sinclair Lewis, Haya de la Torre, etc.
Por otra parte trabaja en el bufete de los licenciados Claudio Castro Saborío y Rodrigo Méndez Soto. El 29 de mayo de 1945 recibe el título de licenciado en Derecho y Notario Público de la Universidad de Costa Rica, presentando su tesis sobre El Derecho de Huelga.
Simultáneamente con sus estudios de derecho, Quirós participaba activamente en las actividades del Centro de Estudios de los Problemas Nacionales que fue fundado en abril de 1940, bajo la égida del profesor Roberto Brenes Mesén.
En 1945 viaja a Canadá donde realiza estudios de filosofía en la Universidad de Macgill. Su tesis para obtener el título de Master of Arts, fue sobre la dialéctica de Platón.
En 1948 regresa al país, y participa en la guerra civil; al triunfar ésta, es nombrado Secretario General de la Junta Fundadora de la Segunda República. Posteriormente viaja a París donde continúa sus estudios de filosofía en la Sorbona. En esta ocasión contrae matrimonio con Marjorie Elliot Sypher, canadiense, hija de diplomáticos.
El grupo que había participado en la revolución, el núcleo que formó parte de la Junta Fundadora de la Segunda República, decide fundar un partido que continuara con los ideales del Partido Social Demócrata; así el 12 de octubre de 1951 se firma la carta fundamental del Partido Liberación Nacional. Al mismo tiempo se habla de la candidatura de José Figueres Ferrer para las elecciones de 1953. En esa campaña Oduber es nombrado Director de la Sección de Propaganda.
Durante el gobierno de Figueres, asumió las funciones de embajador primero en México y luego en Europa. En 1956 es reelecto Secretario General del PLN.
De 1958 a 1962 es electo diputado y nombrado Jefe de la Fracción Parlamentaria, destacándose por su agilidad, profundidad, amplitud de conocimiento y por poseer una precisa información de la realidad nacional.
En 1962, el presidente Francisco Orlich Bolmarcich lo nombra su ministro de Relaciones Exteriores, en el que se destaca por su inmensa actividad y por la posición dinámica que le da a Costa Rica en las conferencias internacionales. En las reuniones de Cancilleres Americanos participa con ahínco en la defensa de los principios democráticos y hemisféricos ante el ataque constante del régimen de Cuba. El 31 de diciembre de 1964 renuncia al Ministerio de Relaciones Exteriores para dedicarse a la actividad político-partidaria.
En 1966 fue candidato a la presidencia de la República por primera vez por el Partido Liberación Nacional. Costa Rica tiene necesidad de un cambio total histórico en la campaña electoral de 1966: que en esta campaña predominen las ideas y que haya ausencia de odios. El 6 de febrero día de las elecciones, por 4.300 votos de diferencia pierde las elecciones, siendo electo el candidato de la Unificación Nacional, el profesor José Joaquín Trejos.
Posteriormente, vuelve a presentarse de candidato en las elecciones de 1974 y salió triunfante, entre los ocho partidos políticos que pretendían el poder.

## Presidencia de la República (1974-1978)

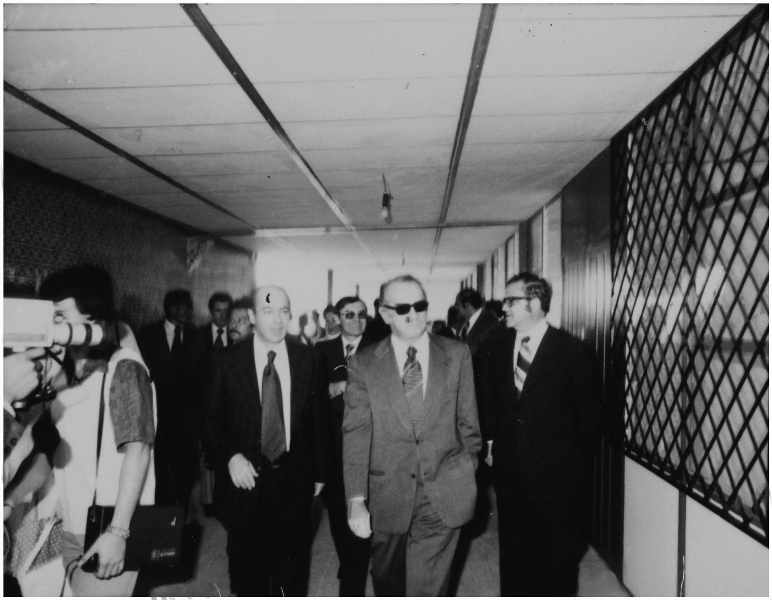
Daniel Oduber durante la Inauguración de las nuevas Instalaciones del Liceo Franco-Costarricense

Daniel Oduber comenzó su administración a mediados de 1974. Estando en el cargo impulsó la Ley del Consumidor, que vino a darle cierta protección a este. Además, aceleró las exportaciones no tradicionales a países fuera del área centroamericana.
En su primer año de mandato, se promulgó la Ley de Desarrollo Social y Asignaciones Familiares, que aumentó el ingreso para muchas familias de escasos recursos, al lograr reducirles los gastos en alimento, salud, cuido de niños y ancianos.
Creó el Sistema Nacional de Radio y Televisión y la Universidad Estatal a Distancia, para extender la educación a todo el territorio nacional.
Convirtió La Sabana en Parque Metropolitano.
Promulgó la Ley de Incentivos Turísticos, que dio las bases para el turismo ecológico. Creó el Instituto Tecnológico de Costa Rica (ITCR) y la Comisión Nacional de Préstamos para la Educación (CONAPE).
Inició obras en el puerto de Caldera, una nueva fábrica de cemento en el Pacífico, la carretera San José a Guápiles y la Costanera.
Dio una lucha muy activa al lado del expresidente Jimmy Carter y del panameño Omar Torrijos para defender la soberanía de Panamá.

## Fallecimiento
Falleció el 13 de octubre de 1991 en Escazú. Sus restos reposan en San José, y su corazón fue extraído y sepultado a un costado de la Iglesia de Liberia, en la provincia de Guanacaste.

### Principales logros de su gobierno
- Impulsó la agricultura, mejorando el nivel de vida de los campesinos
- Promovió la creación de Parques nacionales
- Desarrolló las obras públicas y las exportaciones
- Impulsó las leyes de Desarrollo Social, de Asignaciones Familiares y de Protección al Consumidor
- Inició la construcción del Puerto de Caldera
- Creó la Universidad Estatal a Distancia en 1977 y el Instituto Tecnológico de Costa Rica
- Creó el Sistema Nacional de Radio y Televisión
- Creación del Museo Histórico Cultural Juan Santamaría
- Creación del Registro Nacional
- Creación del Centro de Investigación y Perfeccionamiento para el Profesorado de Educación Técnica (CIPET)
- Creación de la Comisión Nacional de Préstamos para la Educación (CONAPE)
- Creación del Museo de Arte Costarricense
- Construcción de la Plaza de la Cultura
- Construcción del Parque Recreativo La Sabana

## Publicaciones

### Obras literarias
- 1944 Savia de Llano Grande, poema publicado en marzo de 1944, en la Revista Surcos y Tres Romances y Crisálida de Rosa, textos reproducidos.[8][9]

## Condecoraciones
Oduber fue condecorado en varios países:
- Gran Cruz de la Orden de Cruzeiro do Sul (Brasil)
- Gran Cruz de la Orden de Mérito (Chile)
- Gran Cruz de la Orden de Boyacá (Colombia)
- Gran Cruz Especial de la Orden del Mérito de la República Federal de Alemania
- Collar y Medallón de la muy distinguida Orden de San Miguel y San Jorge (Reino Unido)
- Gran Cruz de la Orden de los Cinco Volcanes (Guatemala)
- Gran Collar de la Orden del Quetzal (Guatemala)
- Gran Maestro de la Orden del Arca de Oro (Países Bajos)
- Gran Cruz y Collar de la Orden de la Reina Isabel la Católica (España)
- Gran Cruz de la Orden Francisco Morazán (Honduras)
- Orden de la Soberana y Militar Orden de Malta, Gran Mérito (Malta)
- Gran Cruz de la Nube Correcta (República de China)
- Gran Cruz de la Orden de Ordo Pianus (Vaticano)

| Precedido por: José Figueres Ferrer 1970-1974 | 37.º. Presidente de Costa Rica 1974-1978 | Sucedido por: Rodrigo Carazo Odio 1978-1982 |

| Precedido por: Francisco Orlich Bolmarcich 1953-1958 | Diputado de la Asamblea Legislativa de Costa Rica (1.º puesto por San José) 1958-1962 | Sucedido por: Carlos Espinach Escalante 1962-1966 |

| Precedido por: Rodrigo Carazo Odio 1966-1970 | Diputado de la Asamblea Legislativa de Costa Rica (1.º puesto por San José) 1970-1974 | Sucedido por: Alfonso Carro Zúñiga 1974-1978 |